# Josef Hoflehner
Josef Hoflehner est un photographe, né en 1955 en Autriche. Il a remporté le Grand Prix de la photo de nature IPA (International Photography Awards (en)) aux États-Unis en 2007.
Son travail se compose essentiellement de photographies en noir et blanc de paysages prises au moyen format en vitesse lente.

## Publications
- 2003 : Frozen History. The Legacy of Scott and Shackleton, éd. Most Press  (ISBN 39501510-2-8)
- 2005 : Unleashed, éd. Most Press  (ISBN 39501510-3-6)
- 2006 : Yemen, éd. Most Press  (ISBN 978-39501510-5-3)
- 2006 : Iceland, éd. Most Press  (ISBN 978-39501510-7-7)
- 2007 : Unleashed Two, éd. Most Press  (ISBN 978-3-9026000-1-1)
- 2008 : China Li River, éd. Most Press  (ISBN 978-3-9026000-4-2) (OCLC 313646964)
- 2008 : Nine 9, éd. Most Press  (ISBN 978-3-9026000-3-5)